# Luca Micheletti
Luca Micheletti (Brescia, 1º ottobre 1985) è un attore, regista teatrale e baritono italiano.

## Biografia
“Figlio d'arte” da quattro generazioni –la famiglia Micheletti-Zampieri affonda le proprie radici nel teatro popolare di fine Ottocento – è il più giovane erede della tradizione secolare della Compagnia teatrale I Guitti di cui è regista stabile.
Di formazione eterodossa ed eclettica, lavorando tra il palcoscenico e l'università (ha un Dottorato di Ricerca in Italianistica all'Università Sapienza di Roma), dà vita e partecipa come attore e/o regista a progetti culturali e spettacoli: fra i tanti, la trilogia dell'Omaggio a Koltès (Voci sorde, Sallinger, Nella solitudine dei campi di cotone di Bernard-Marie Koltès) per il Teatro di Roma (2009); La resistibile ascesa di Arturo Ui di Bertolt Brecht per il Teatro di Roma ed ERT (Premio Ubu a Micheletti e Premio della Critica, 2011); Le memorie di Ivan Karamazov da Fëdor Dostoevskij, che scrive e dirige per Umberto Orsini (2013 e 2022); La metamorfosi da Franz Kafka, con Laura Curino e Dario Cantarelli, di cui firma regia e drammaturgia per il CTB Teatro Stabile di Brescia ed ERT (2014); Mephisto da Klaus Mann, con Federica Fracassi (CTB, 2015); Le variazioni Goldberg di George Tabori (Teatro Franco Parenti / I guitti, 2016); Rosmersholm e Peer Gynt - Suite di Henrik Ibsen (Teatro Franco Parenti / I guitti / CTB, 2017-2019); Faust rapsodia da Johann Wolfgang Goethe con musiche di Robert Schumann, con Roberto Latini e Edoardo Siravo (Ravenna Festival, 2020-2021), La vedova allegra di Franz Lehár (Opera Carlo Felice di Genova, 2021-2022); Il misantropo di Molière, regia di Andrée Ruth Shammah (Teatro della Toscana, Teatro Franco Parenti, 2023 - Premio Enriquez come migliore attore protagonista); Aiace di Sofocle, di cui firma la regia per l'INDA nel Teatro Greco di Siracusa interpretando anche il ruolo del titolo, con le musiche di Giovanni Sollima (2024, Premio Le Maschere del Teatro come migliori musiche originali).
Parallelamente all'impegno nel teatro di prosa, dopo anni di studio privato col maestro Mario Malagnini, intraprende con successo anche la carriera di cantante lirico (baritono), esibendosi su palcoscenici di fama mondiale.
Al suo debutto operistico è Escamillo in Carmen, al Teatro Lirico di Cagliari. Segue l’importante incontro con Cristina Mazzavillani Muti che gli affida il ruolo di Jago nell’Otello verdiano al Ravenna Festival (2018). Torna a Cagliari poco dopo per un atto di Donizetti (Il campanello) e poi incontra per la prima volta Riccardo Muti che lo dirige nelle Nozze di Figaro come Conte d’Almaviva. Ancora a Ravenna tornerà a Carmen nel 2019, stavolta firmandone anche la regia (oltre a cantarvi nuovamente Escamillo). Esordisce quindi al Maggio Musicale Fiorentino come Rigoletto, diretto da Renato Palumbo. 
All’inizio del 2020 è alla Sydney Opera House per debuttare un ruolo che lo accompagnerà a lungo, Don Giovanni. È inoltre il Conte di Luna nel Trovatore alla Fenice di Venezia. Per l’Opera Carlo Felice di Genova realizza come regista e interprete (insieme alla moglie Elisa Balbo) il dittico La serva padrona di Pergolesi - Trouble in Tahiti di Bernstein. Nel 2021 ritrova Riccardo Muti a dirigerlo nel suo debutto nel ruolo di Macbeth a Tokyo (Bunka Kaykan).
A seguire fa il suo esordio al Teatro alla Scala debuttando il ruolo di Figaro nelle Nozze mozartiane diretto da Daniel Harding, al fianco di Simon Keenlyside e Rosa Feola, nella ripresa dell’immortale allestimento di Giorgio Strehler. È quindi Marcello nella Bohème all’Opera di Roma. Sempre nel 2021 torna al Ravenna Festival dove firma la regia e il progetto drammaturgico di un allestimento in forma scenica delle Scene dal Faust di Schumann, tra opera e prosa. È poi nuovamente al Carlo Felice come regista e interprete nel ruolo di Danilo de La vedova allegra di Lehár, presentata in una nuova versione ritmica italiana, firmata Micheletti-Balbo.
Nel 2022 torna Rigoletto al Teatro Filarmonico di Verona, è il Figaro di Mozart al Maggio Musicale Fiorentino e di nuovo Escamillo, prima all’Arena di Verona (inaugurazione del Festival) e poi alle Terme di Caracalla.
In autunno inaugura la stagione della Royal Opera House Covent Garden di Londra facendovi il suo debutto nelle vesti di Don Giovanni. Dopo poco è di nuovo Don Giovanni al Teatro Regio di Torino, con Riccardo Muti sul podio e Chiara Muti alla regia. 
All’inizio del 2023 torna al Teatro alla Scala per debuttare il ruolo di Monforte nei Vespri Siciliani diretto da Fabio Luisi e, poco dopo, è Marcello nella ripresa della storica Bohème scaligera di Zeffirelli.
È diretto da Zubin Mehta, di nuovo come Don Giovanni, al Maggio Musicale Fiorentino.
Ritorna poi al Covent Garden per debuttare il ruolo di Rodrigo nel Don Carlo verdiano, diretto da Bertrand de Billy. È di nuovo in Arena di Verona per Carmen e di nuovo Don Giovanni per Muti al Teatro Massimo di Palermo.
Torna quindi al ruolo di Jago nei teatri di Piacenza, Modena e Reggio Emilia con Gregory Kunde come Otello, e poco dopo, all’inizio del 2024, debutta come Renato nel Ballo in maschera di Verdi, nuovamente diretto da Riccardo Muti al Regio di Torino.
A luglio è a Londra nel grande concerto di Hyde Park al fianco di Andrea Bocelli con Nadine Sierra e Isabel Leonard. Torna quindi all’Arena di Verona per un nuovo allestimento de La Bohème e ancora per Carmen, quindi inaugura per la seconda volta la stagione del Covent Garden come Figaro nelle Nozze mozartiane, per la regia di David McVicar. 
Firma come regista la prima mondiale dell'opera di Silvia Colasanti L'ultimo viaggio di Sindbad di Silvia Colasanti per l'Opera di Roma. 
Inaugura quindi la stagione del Teatro La Fenice di Venezia tornando a cantare Jago nell'Otello di Verdi diretto da Myung-Whun Chung. In seguito è ancora al Teatro alla Scala per debuttare il ruolo di Ford nel Falstaff con Daniele Gatti sul podio. 
A marzo 2025 fa il suo debutto al Metropolitan di New York come Marcello ne La bohème diretto da Alexander Soddy. 
Ha diretto, tradotto e/o adattato per la scena opere di Hugo, Marivaux, De Ghelderode, García Lorca, Ruzante, Brecht/Weill, Vian (Gam 2008), Ramuz/Stravinskij (Gam 2012, Damiani 2021), Koltès (Editoria & Spettacolo 2009 e Diabasis 2013), Kafka (Sedizioni 2014), K. Mann (Sedizioni 2015), Molière (Falsopiano, 2018), Henrik Ibsen e Fëdor Dostoevskij (Cue Press, 2019 e 2022), oltre a diversi copioni suoi. Tra essi, il dramma Ritorno a Deepwater è finalista al Premio Riccione Pier Vittorio Tondelli 2011. Per Sedizioni pubblica inoltre il suo primo romanzo, Tutta la felicità (2015), e la silloge drammatica Scenari di Belfort (2017).
Al cinema ha recitato e cantato in Pagliacci di Marco Bellocchio e in Italian Gangsters di Renato De Maria, entrambi presentati alla Mostra Internazionale d'Arte Cinematografica di Venezia.

## Riconoscimenti
- Per meriti artistici figura nell'Albo d'Oro del Conservatorio "Luca Marenzio" di Brescia.
- Premio Franco Enriquez come migliore attore protagonista per Il misantropo (2024).
- Premio Internazionale Luigi Pirandello in riconoscimento dei meriti acquisiti in campo teatrale (2015).
- Premio Ubu come miglior attore non protagonista per La resistibile ascesa di Arturo Ui (2011).
- Premio della Critica (ANCT) per La resistibile ascesa di Arturo Ui come spettacolo dell'anno: «frutto di una esemplare e filologica ricostruzione drammaturgica di Luca Micheletti, nella declinazione dissonante e perfetta di tanti linguaggi, spesso dissimili e nella calibratissima contaminazione di svariate tecniche espressive» (dalla Motivazione, 2011).
- Nomination come miglior attore non protagonista al Premio Le Maschere del Teatro per La resistibile ascesa di Arturo Ui (2011).
- Nomination al Premio Riccione Pier Vittorio Tondelli con il dramma Ritorno a Deepwater (2011)

## Teatrografia parziale
2025
- Falstaff di Giuseppe Verdi - Teatro alla Scala (cantante)

- Così fan tutte di Wolfgang Amadeus Mozart - Teatro alla Scala (cantante)
- La Bohème di Giacomo Puccini - Metropolitan Opera House NY (cantante)
- La traviata di Giuseppe Verdi - Opera di Roma (cantante)
- La traviata di Giuseppe Verdi - Grand Théatre de Genève (cantante)
- Madama Butterfly di Giacomo Puccini - Festival Puccini di Torre del Lago (cantante)
- Carmen di Georges Bizet - Atena di Verona (cantante)

2024
- L'ultimo viaggio di Sindbad - Opera di Roma (regista)
- Le nozze di Figaro - Royal Ballet and Opera Covent Garden (cantante)
- La Bohème di Giacomo Puccini - Arena di Verona (cantante)
- Carmen di George Bizet - Arena di Verona (cantante)
- Aiace di Sofocle - Teatro Greco di Siracusa (regista e attore protagonista)
- Un ballo in maschera - Teatro Regio di Torino (cantante)
- Otello di Giuseppe Verdi - Teatro la Fenice (apertura stagione 2024/2025) (cantante)

2023
- Carmen di George Bizet - Arena di Verona (cantante)
- Don Carlo di Giuseppe Verdi - Royal Opera House Covent Garden (cantante)
- Il misantropo di Molière - Teatro Franco Parenti, Teatro della Toscana (attore)
- Don Giovanni di Wolfgang Amadeus Mozart - Maggio Musicale Fiorentino (cantante)
- La Bohème di Giacomo Puccini - Teatro alla Scala (cantante)
- I Vespri siciliani di Giuseppe Verdi - Teatro alla Scala (cantante)

2022
- Le memorie di Ivan Karamazov da Fëdor Dostoevskij - Compagnia Orsini (regista)
- Don Giovanni di Wolfgang Amadeus Mozart - Teatro Regio di Torino (cantante)
- Don Giovanni di Wolfgang Amadeus Mozart - Royal Opera House Covent Garden (cantante)
- Oltre - Magia Naturalis III da Johann Wolfgang Goethe - Belfort Theatre Campus  (regista)
- Carmen di Georges Bizet - Arena di Verona (cantante)
- Carmen di Georges Bizet - Opera di Roma (cantante)
- Le nozze di Figaro di Wolfgang Amadeus Mozart - Festival del Maggio Musicale Fiorentino (cantante)
- Rigoletto di Giuseppe Verdi - Teatro Filarmomico di Verona (cantante)
- La vedova allegra di Franz Lehár - Opera di Genova Carlo Felice (regista, attore, cantante)

2021
- FAUST rapsodia da Johann Wolfgang Goethe e Robert Schumann - Ravenna Festival (regista)
- Caos - Magia Naturalis II da Johann Wolfgang Goethe - Belfort Theatre Campus (regista)
- La bohème di Giacomo Puccini - Opera di Roma (cantante)
- Le nozze di Figaro di Wolfgang Amadeus Mozart - Teatro alla Scala (cantante)
- Macbeth di Giuseppe Verdi - Riccardo Muti, Tokyo Bunka Kaikan (cantante)
- La serva padrona di Giovanni Battista Pergolesi e Trouble in Tahiti di Leonard Bernstein - Opera di Genova Carlo Felice (regista e cantante)
- Histoire du soldat di Igor Stravinskij e Charles-Ferdinand Ramuz - Ravenna Festival (regista e attore)

2020
- Il trovatore di Giuseppe Verdi - Teatro La Fenice (cantante)
- Il rinoceronte di Eugène Ionesco - I guitti (regista)
- Canti del plenilunio da Vincenzo Consolo - I guitti (attore e regista)
- Lo zoo delle metamorfosi da Franz Kafka - I guitti (attore e regista)
- Don Giovanni di Wolfgang Amadeus Mozart - Sydney Opera House (cantante)

2019
- Rigoletto - Maggio Musicale Fiorentino (di Giuseppe Verdi (cantante)
- Carmen di Georges Bizet - Ravenna Festival (regista e cantante)
- Eresia - Magia Naturalis I da Johann Wolfgang Goethe - Belfort Theatre Campus (regista)
- Le nozze di Figaro di Wolfgang Amadeus Mozart - Riccardo Muti, Teatro Alighieri Ravenna (cantante)
- Il campanello di Gaetano Donizetti - Teatro Lirico di Cagliari (cantante)
- Jekyll da Stevenson di F. Sinisi, regia D. Salvo - CTB Brescia (attore)

2018
- Otello di Giuseppe Verdi - Ravenna Festival (cantante)
- Carmen di Georges Bizet - Teatro Lirico di Cagliari (cantante)
- Peer Gynt - Suite da Henrik Ibsen - Teatro Franco Parenti Milano (regista e attore)
- Operette morali. Un sogno drammatico di Giacomo Leopardi - I guitti(regista)

2017
- Tartufo o L'impostore di Molière - I guitti (regista e attore)
- Rosmersholm di Henrik Ibsen - Teatro Franco Parenti, I guitti, CTB Brescia (regista e attore)
- La locandiera di Carlo Goldoni - I guitti (regista)
- La tempesta nello specchio da William Shakespeare - Belfort Theatre Campus (regista)
- Le città invisibili da Italo Calvino, con Ramin Bahrami (attore)

2016
- Le variazioni Goldberg di George Tabori - Teatro Franco Parenti, I guitti(regista e attore)
- Così è (se vi pare) di Luigi Pirandello - I guitti (regista)
- L'uomo che voleva scomparire di Luca Micheletti - I guitti (regista e attore)
- Il malato immaginario di Molière - I guitti (regia)
- La trappola di Medusa di Erik Satie, con Rossella Spinosa (attore)
- Romeo e Giulietta - frammenti da William Shakespeare, musiche di S. Prokof'ev (attore)

2015
- Mephisto. Ritratto d'artista come angelo caduto di Luca Micheletti da Klaus Mann - CTB Brescia  (regista e attore)
- Il convitato di pietra di Luca Micheletti - I guitti (regista e attore)
- Alice nel Paese delle meraviglie di Luca Micheletti da Lewis Carroll - I guitti (regista)
- L'uomo dal fiore in bocca - La patente di Luigi Pirandello - I guitti (regista)

2014
- La metamorfosi di Luca Micheletti da Franz Kafka - CTB Brescia, ERT Emilia Romagna Teatro (regista e attore)
- Volpone, or The Fox di Ben Jonson - I guitti (regista e attore)

2013
- Le memorie di Ivan Karamazov da Fëdor Dostoevskij, con Umberto Orsini - Compagnia Orsini (regista e drammaturgo)
- Le folli stagioni. Ceci n'est pas un récital da Jacques Prévert - I guitti (regista e attore)
- Aulularia di Luca Micheletti, da Plauto - I guitti (regista)
- Caterina dei Malefizi di Luca Micheletti - I guitti (regista e attore)
- Fede Speranza Carità uno studio da Ödön von Horváth - Labarca (regista)

2012
- Questa sera si recita a soggetto. Laboratorio da L. Pirandello a cura di Luca Ronconi - Biennale di Venezia Teatro (regista)
- Mandragola di N. Machiavelli -I guitti (regista)
- Histoire du soldat di I. Stravinskij e C.F. Ramuz - CamerOperEnsemble (regista e attore)
- Sabba di Luca Micheletti - Labarca (regista)
- Vocisorde. Radiodramma per corpi uno studio su B.-M. Koltès - Labarca (regista)
- La disputa di Piuro. Mistero buffo di Luca Micheletti - I guitti (regista e attore)

2011
- La resistibile ascesa di Arturo Ui di B. Brecht, con Umberto Orsini, regia di Claudio Longhi - Teatro di Roma, ERT Emilia Romagna Teatro (attore e dramaturg)
- Le Leggi da Platone, a cura di Claudio Longhi - ERT (attore)
- La scuola delle mogli di Molière - I guitti (regista)
- Luganegària di Luca Micheletti - I guitti (regista e attore)
- A piedi nudi nel parco di Neil Simon, regia di Stefano Alleva - Festival dei Due Mondi di Spoleto (attore)
- Faust-Sanguineti. Una parte seconda da E. Sanguineti, J.W. Goethe, A. Maffei, a cura della Compagnia del Cotone (regista e dramaturg)

2010
- Giorno di morte nella storia di Amleto di B.-M. Koltès, a cura di Hubert Westkemper, messinscena di Claudio Longhi - Napoli Teatro Festival (attore)
- La tirannide da Senofonte, regia di Claudio Longhi - ERT (attore)
- No tiene sangre! da F. García Lorca - I guitti (regista e attore)

2009
- Scenari dell'«Opera da tre soldi» da B. Brecht e K. Weill, regia di Fabio Pasquini - Teatro dell'Aquila di Fermo (attore e cantante)
- Omaggio a Koltès: Voci sorde, Sallinger, Nella solitudine dei campi di cotone di B.-M. Koltès, regia di Claudio Longhi - Teatro di Roma, ERT (attore)
- Il pianto del monte Conto. Quando il sole non tornò di Luca Micheletti - I guitti (regista e attore)
- Lulu e i sette vizi capitali da A. Berg e B. Brecht/K. Weill, a cura di Antal Csaba - Università Iuav Venezia (regista e attore)
- «L'abitudine all'energia» tra antichità e futurismo da F.T. Marinetti et al., a cura di Claudio Longhi - Teatro di Roma (attore)
- Il mondo della luna da C. Goldoni et al., regia di Claudio Longhi - Teatro di Roma (attore)

2008
- Prendi un piccolo fatto vero da E. Sanguineti, regia di Claudio Longhi - Mimesis (drammaturgo)
- Histoire du soldat di I. Stravinskij e C.F. Ramuz – Il diavolo è lo stesso? da P.P. Pasolini, con Elio Pandolfi - CamerOperEnsemble (regista e attore)
- L'amore, quasi una fantasia da F. García Lorca - I guitti (regista e attore)

2007
- Criminaltango. Tra Piazzolla e Sepúlveda - I guitti (regista e attore)
- Come gli occhi sotto le ciglia da G. Pascoli  - I guitti (regista e attore)

2006
- Il medico per farsa da Molière e H. Fielding (regista)
- L'amor di don Perlimplin con Belisa nel suo giardin da F. García Lorca (regista e attore)

2005
- Il trionfo dell'amore di P.C. de Marivaux (regista)
- «Duro el cuore a muo' 'na pria»: Menego, Reduce, Bilora di Ruzante (regista e attore)
- Le folli stagioni da J. Prévert (regista e attore)

2004
- Il re si diverte di V. Hugo (regista)
- Cirano di Bergerac di E. Rostand, regia di Nadia Buizza (attore)
- L'assassino e La lezione da E. Ionesco (regista e attore)

2003
- Le furberie di Scapino di Molière (regista e attore)

2002
- Magia rossa di M. de Ghelderode (regista e attore)
- La bisbetica domata di W. Shakespeare, regia di Nadia Buizza (attore)

2001
- Parabola poetica di un matto di Luca Micheletti (regista e attore)
- Parlamento de Ruzante che iera vegnù de campo di Ruzante (regista e attore)

2000
- Il malato immaginario di Molière, ripresa della regia di Giacomo Colli (attore)
- Il borghese gentiluomo di Molière, ripresa della regia di Giacomo Colli (attore)

1998
- Un curioso accidente di C. Goldoni, ripresa della regia di Giacomo Colli (attore)

1990
- La bisbetica domata di W. Shakespeare, regia di Giacomo Colli (attore)

1989
- Il malato immaginario di Molière, regia di Giacomo Colli (attore)[8]

## Repertorio operistico
| Ruolo                   | Titolo               | Autore      |
| ----------------------- | -------------------- | ----------- |
| Sam                     | Trouble in Tahiti    | Bernstein   |
| Escamillo               | Carmen               | Bizet       |
| Enrico                  | Il campanello        | Donizetti   |
| Conte Danilo            | La vedova allegra    | Lehár       |
| Conte d'Almaviva Figaro | Le nozze di Figaro   | Mozart      |
| Don Giovanni            | Don Giovanni         | Mozart      |
| Uberto                  | La serva padrona     | Pergolesi   |
| Marcello                | La bohème            | Puccini     |
| Sharpless               | Madama Butterfly     | Puccini     |
| Il diavolo              | Histoire du soldat   | Stravinskij |
| Rigoletto               | Rigoletto            | Verdi       |
| Rodrigo di Posa         | Don Carlo            | Verdi       |
| Il conte di Luna        | Il trovatore         | Verdi       |
| Macbeth                 | Macbeth              | Verdi       |
| Jago                    | Otello               | Verdi       |
| Guido di Monforte       | I vespri siciliani   | Verdi       |
| Renato                  | Un ballo in maschera | Verdi       |
| Ford                    | Falstaff             | Verdi       |
| Giorgio Germont         | La traviata          | Verdi       |